# عقیلیان
عُقَیلیان (عربی: العقيليون) دودمانی بودند که در مناطق جزیره، عراق و شمال شام فرمانروایی داشتند.
بنی‌عقیل شاخه‌ای از بزرگترین قبیله عربی یکی از پنج طایفه تشکیل دهنده قبیله بنی کعب است که خود این قبیله از قبیله بزرگ مضر جدا می‌شود. برخی از شاخه‌های این قبیله پس از پذیرش اسلام، در سوریه و عراق و حتی در شمال آفریقا و اسپانیا هم منتشر شدند و در ابتدای خلافت عباسیان، عراق مملو از مردم بنی‌عقیل بود. عقیلیانی که در سوریه و عراق در سده ۴ق فرمانروایی می‌کردند، ابتدا به حکومت نیرومند حمدانیان جزیه می‌پرداختند. پس از فروپاشی حمدانیان پرچم استقلال برافراشتند ولی آل بویه آنان را بیرون راندند.
گمان می‌شود که عقیلیان یک سلسله کاملاً بدوی غارتگر نبودند، بلکه دست کم برخی از مشخصات و الگوهای نظام مملکتداری عباسیان را در فرمانروایی خود رواج دادند. تمایلات شیعی و موقعیت‌های نظامی این امرا که بر راه‌هایی که به سمت باختر به دیاربکر و آناطولی می‌رفت نظارت داشتند، آنان را مواجه با سلجوقیان سنی مذهب و توسعه طلب ساخت.